# Přešínský potok
Přešínský potok este o arie protejată (arie specială de conservare — SAC, sit de importanță comunitară — SCI) din Republica Cehă întinsă pe o suprafață de 1,33 ha, integral pe uscat.

## Localizare
Centrul sitului Přešínský potok este situat la coordonatele 49°33′27″N 13°36′10″E / 49.5575°N 13.602778°E.

## Înființare
Situl Přešínský potok a fost declarat sit de importanță comunitară în aprilie 2005 pentru a proteja 1 specie de animale. Situl a fost protejat și ca arie specială de conservare în iulie 2018.

## Biodiversitate
Situată în ecoregiunea continentală, aria protejată nu include niciun habitat protejat.
La baza desemnării sitului se află o specie protejată de  nevertebrate: Austropotamobius torrentium.